# Хел Магне Буневик
Хел Магне Буневик (на норвежки: Kjell Magne Bondevik) е норвежки политик, 17-и и 19-и министър-председател на Норвегия, министър и партиен лидер.
Той е най-дългогодишният премиер на страната след Втората световна война, който не е от Работническата партия. Чичо му Хел Буневик (1901 – 1983) също е бил министър.

## Биография
Роден е на 3 септември 1947 година в град Молде, Норвегия. Има религиозно образование, включително и научна степен по теология. Бил е пастор на лутеранската църква. Депутат от Християнската народна партия (ХНП) в Стортинга (парламента) от 1973 до 2005 година. Бил е лидер на ХНП.
От 1997 до 2000 година и от 2001 до 2005 година е министър-председател на Норвегия. Заемал е също длъжностите заместник на министър-председателя Коре Вилок (1985 – 1986), министър на религията и образованието (1983 – 1986) в същото правителство, министър на външните работи (1989 – 1990) в правителството на Ян Пер Сюсе, държавен секретар на Кабинета на премиера Ларс Корвалд (1972 – 1973).
През януари 2006 година основава организацията Осло център за мир и права на човека.
- В Общомедия има медийни файлове относно Хел Магне Буневик